# NHL ve Finsku
Několik zápasů základní části kanadsko-americké hokejové National Hockey League se odehrálo i ve Finsku v rámci NHL Premiere (2009–2011) nebo NHL Global Series (od roku 2018). První utkání proběhla v Helsinkách v Hartwall Aréně, od roku 2022 se hrálo v Nokia Areně v Tampere.
| Poř. | Datum      | Zápas                                      | Výsledek | Diváci, Češi v utkání                                                                           | Stadion                  |
| ---- | ---------- | ------------------------------------------ | -------- | ----------------------------------------------------------------------------------------------- | ------------------------ |
| 1.   | 02.10.2009 | Florida Panthers – Chicago Blackhawks      | 4:3 (PN) | 12 056 diváků, za FLA Radek Dvořák, Michael Frolík (1+1), Rostislav Olesz                       | Hartwall Arena, Helsinky |
| 2.   | 03.10.2009 | Chicago Blackhawks – Florida Panthers      | 4:0      | 11 526 diváků, za CHI Tomáš Kopecký, za FLA Radek Dvořák, Michael Frolík (1+1), Rostislav Olesz | Hartwall Arena, Helsinky |
| 3.   | 07.10.2010 | Carolina Hurricanes – Minnesota Wild       | 4:3      | 12 355 diváků, za MIN Martin Havlát (0+1)                                                       | Hartwall Arena, Helsinky |
| 4.   | 08.10.2010 | Minnesota Wild – Carolina Hurricanes       | 1:2 (PN) | 13 465 diváků, za MIN Martin Havlát                                                             | Hartwall Arena, Helsinky |
| 5.   | 07.10.2011 | Anaheim Ducks – Buffalo Sabres             | 1:4      | 13 349 diváků                                                                                   | Hartwall Arena, Helsinky |
| 6.   | 01.11.2018 | Florida Panthers – Winnipeg Jets           | 2:4      | 13 490 diváků                                                                                   | Hartwall Arena, Helsinky |
| 7.   | 02.11.2018 | Winnipeg Jets – Florida Panthers           | 2:4      | 13 490 diváků                                                                                   | Hartwall Arena, Helsinky |
| 8.   | 04.11.2022 | Colorado Avalanche – Columbus Blue Jackets | 6:3      | 12 882 diváků, za COL Pavel Francouz (na lavičce), za CBS Jakub Voráček                         | Nokia Arena, Tampere     |
| 9.   | 05.11.2022 | Columbus Blue Jackets – Colorado Avalanche | 1:5      | 12 897 diváků, za COL Pavel Francouz (na lavičce)                                               | Nokia Arena, Tampere     |
| 10.  | 01.11.2024 | Dallas Stars – Florida Panthers            |          | Za FLA Tomáš Nosek (předběžné)                                                                  | Nokia Arena, Tampere     |
| 11.  | 02.11.2024 | Dallas Stars – Florida Panthers            |          |                                                                                                 | Nokia Arena, Tampere     |

Utkání Columbus Blue Jackets - Colorado Avalanche, které se mělo uskutečnit na podzim 2020, bylo z důvodu celosvětově pandemie covidu-19 zrušeno a posunuto o dva roky.